# Wieża widokowa na Borowej
Wieża widokowa na Borowej – stalowa ażurowa wieża widokowa, wybudowana w 2017 roku, oficjalnie otwarta 14 grudnia 2017 roku.

## Położenie
Wieża położona jest na szczycie Borowej (Góra Czarna) o wysokości 853 m n.p.m., najwyższym szczycie Gór Czarnych wchodzących w skład Gór Wałbrzyskich, w Sudetach Środkowych. Znajduje się ona na granicy Wałbrzycha i Jedliny-Zdroju w województwie dolnośląskim.

## Historia
W 2016 roku w ramach porozumienia Nadleśnictwa Wałbrzych, miasta Wałbrzycha i Jedliny–Zdroju powstała koncepcja zagospodarowania Gór Wałbrzyskich, przewidująca zagospodarowanie najbardziej atrakcyjnych obiektów przyrodniczych i kulturowych dla potrzeb krajoznawstwa i turystyki pieszej. Projekt zakładał wyposażenie szlaków w kierunkowskazy, tablice informacyjne, stojaki rowerowe, ławki typu leśnego, wiaty oraz platformy widokowe na Jałowcu i nad kamieniołomem koło Małego Wołowca oraz wieżę widokową na Borowej.
Koszt budowy wieży wyniósł 1,2 miliona zł, z czego miasto Wałbrzych przekazało na ten cel 450 tys. zł, starostwo powiatowe w Wałbrzychu 200 tys. zł, a resztę środków miasto i gmina Jedlina-Zdrój, która jest inwestorem obiektu. Początkowo starostwo chciało przekazać na ten cel 300 tys. zł, następnie zmniejszyło dofinansowanie do 100 tysięcy, by później wycofać się z dofinansowania. Powodem miało być późniejsze przekazanie wieży Skarbowi Państwa (Lasom Państwowym), a nie gminie Jedlina-Zdrój. Ostatecznie jednak doszło w tej sprawie do kompromisu.

## Opis

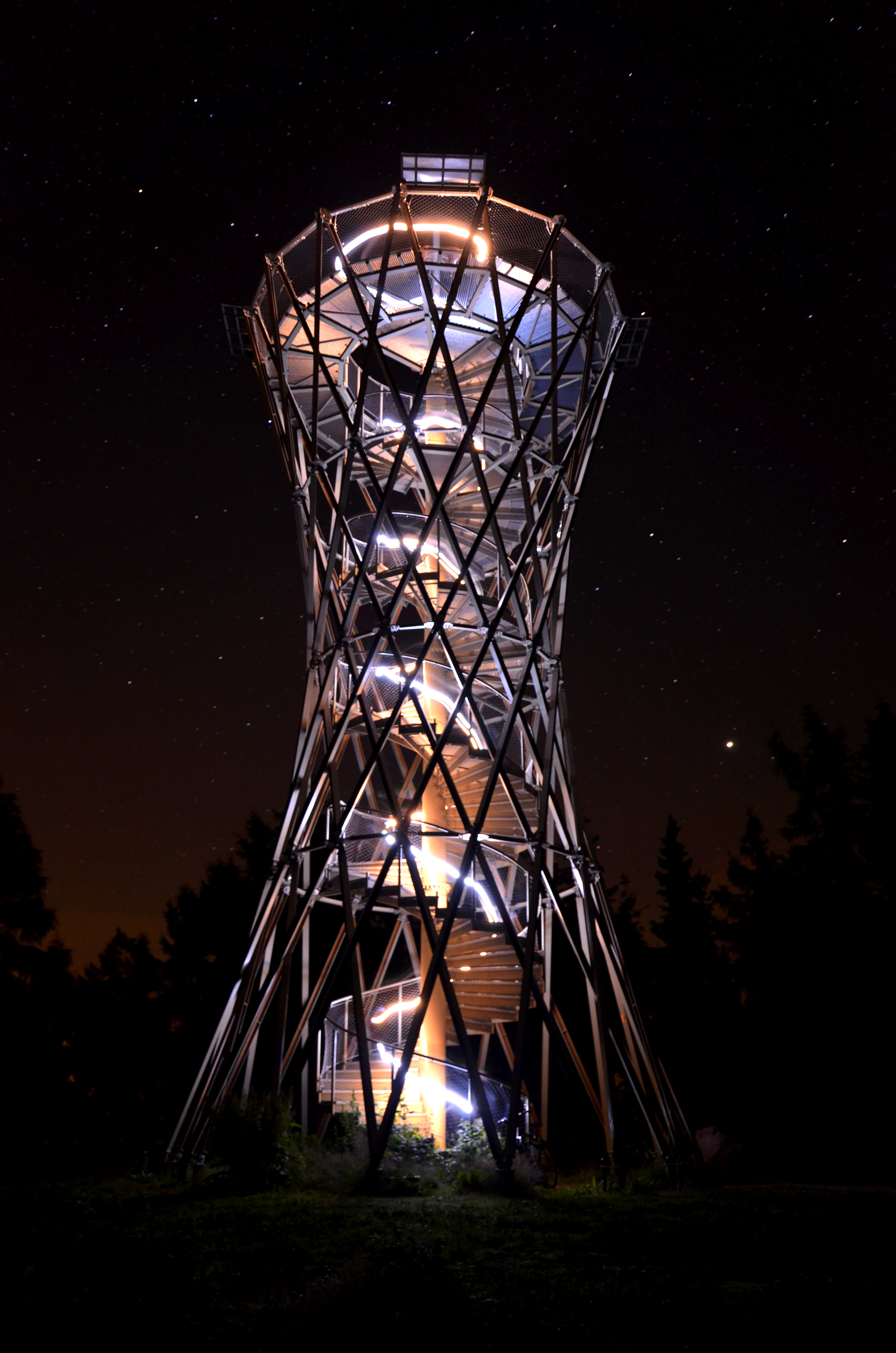
Wieża nocą

16,5-metrowa wieża widokowa o konstrukcji stalowej, skręcanej, tworząca kształt hiperboloidy jednopowłokowej (zwężająca się w środku) o przekroju szesnastokąta, w formie 32 słupów ustawionych pod kątem 68 stopni względem podstawy, słupy opisane na dwóch okręgach (po 16 słupów na okrąg, biegnących w dwóch kierunkach). Wejście na wieżę poprzez 90 schodów kręconych do stalowego trzonu. Podstawa i pomost widokowy (poziom 15,30 m) na planie szesnastokąta o średnicy 8 m, bariera tarasu posiada wysokość 1,5 metra. Poziom posadowienia wieży 853,30 m n.p.m. Planowany jest montaż lunet, dzięki którym będzie można lepiej podziwiać krajobraz, tablice z panoramami okolicy ułatwiające identyfikację widzianych miejsc oraz kamery monitoringu, docelowo montowane na maszcie wieńczącym wieżę (poziom 19,50 m).

## Nagrody
Projekt wieży został 14 września 2018 nagrodzony przez Dolnośląską Okręgową Izbę Inżynierów Budownictwa jako najlepszy projekt 2017 roku. Jej twórca Zbigniew Mazij otrzymał tytuł inżyniera roku w kategorii projektant.